# Ottomar Schuchardt
Paul Ottomar Schuchardt (* 12. März 1856 in Großzöbern; † 22. Juni 1939 in Dresden-Obergorbitz) war ein deutscher Botaniker, Bibliothekar und Publizist, Freund, Nachlassverwalter und erster Biograf von Constantin Frantz.

## Leben
Schuchardt stammte aus dem Vogtland und war der Sohn des Kirchschullehrers Karl Friedrich Theodor Schuchardt. Er  besuchte eine landwirtschaftliche Lehranstalt, studierte Naturwissenschaften an der Universität Leipzig und promovierte 1881 in Rostock mit der Dissertation Beitrag zur Entwicklungsgeschichte des Blütenstandes und der Blüte der Umbellifloren. Anschließend war Schuchardt als Lehrer in Reutlingen, San Michele, Rötha sowie Liebenau bei Graz tätig. Er unternahm Reisen in den Orient und durch die deutschen Kolonien. In den 1880er Jahren war er als Zeichner Teilnehmer an einer der Expeditionen Wissmanns in das innerste Afrika.
Später hat sich Schuchardt als geistiger Gefolgsmann von Friedrich List und Constantin Frantz der Politik zugewandt. 1881 war er einer der Mitbegründer des Allgemeinen Deutschen Schulvereins (des späteren VDA).
Ab 1894 arbeitete er als Bibliothekar in der Franz-Ludwig-Gehe-Stiftung in Dresden und betätigte sich als politischer Schriftsteller. Im Jahr 1901 begründete Schuchardt in Dresden-Gorbitz das Archiv für deutsche Politik und Kultur, das er auch leitete. Diese Sammlung von rund 25.000 Schriften aus der Zeit von 1845 bis 1885 wurde nach seinem Tod 1939 durch die Österreichische Nationalbibliothek erworben.

## Werke (Auswahl)
- Ottomar Schuchardt: Frantz, Constantin. In: Allgemeine Deutsche Biographie (ADB). Band 48, Duncker & Humblot, Leipzig 1904, S. 716–720.
- Die deutsche Politik der Zukunft. Bd. 2, Celle 1900.
- Gen Osten. Leipzig 1919.
- Sachsen vor und nach dem Umsturz 1866. Dresden 1927.